# Cicle de vida d'adopció de tecnologia

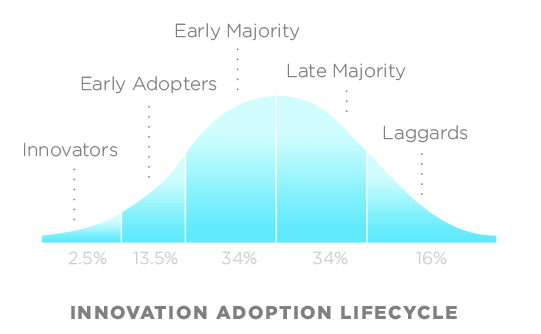
Corba de campana Rogers

El cicle de vida d'adopció de tecnologia és un model sociològic que descriu l'adopció o acceptació d'un nou producte o innovació, d'acord amb les característiques demogràfiques i psicològiques dels grups d'adoptant definits. El procés d'adopció al llarg del temps s'il·lustra normalment com una distribució normal clàssica o "corba de campana". El model indica que el primer grup de persones que utilitza un nou producte s'anomena " innovadors ", seguit dels " early adopters ". Després vénen la majoria primerenca i la majoria tardana, i l'últim grup que finalment va adoptar un producte s'anomenen "Retardats" o "fòbics". Per exemple, un fòbic només pot utilitzar un servei al núvol quan és l'únic mètode restant per realitzar una tasca requerida, però és possible que el fòbic no tingui un coneixement tècnic profund sobre com utilitzar el servei.
Els perfils demogràfics i psicològics (o " psicogràfics ") de cada grup d'adopció van ser especificats originalment pels investigadors agrícoles el 1956:
- innovadors : tenien granges més grans, eren més educats, més pròspers i més orientats al risc
- els primers adoptants : més joves, més educats, tendeixen a ser líders de la comunitat, menys pròspers
- majoria primerenca: més conservadora però oberta a noves idees, activa en comunitat i influència als veïns
- majoria tardana: majors, menys educats, força conservadors i menys actius socialment
- els més endarrerits: molt conservadors, tenien petites granges i capital, els més antics i els menys educats

Posteriorment, el model s'ha adaptat a moltes àrees d'adopció de tecnologia a finals del segle xx, per exemple en la difusió de les innovacions polítiques entre els estats dels EUA.

## Adaptacions del model
En el seu llibre Crossing the Chasm, Geoffrey Moore proposa una variació del cicle de vida original. Suggereix que per a les innovacions discontínues, que poden donar lloc a una interrupció de Foster basada en una corba en s, hi ha una bretxa o avenc entre els dos primers grups d'adoptors (innovadors/adoptes primerencs) i els mercats verticals.
Les disrupcions com s'utilitzen avui en dia són de la varietat Clayton M. Christensen. Aquestes interrupcions no es basen en la corba S.
En tecnologia educativa, Lindy McKeown ha proporcionat un model similar (una metàfora del llapis) que descriu l'adopció de la tecnologia de la informació i les comunicacions a l'educació.
En sociologia mèdica, Carl May ha proposat la teoria del procés de normalització que mostra com les tecnologies s'incorporen i s'integren en l'assistència sanitària i altres tipus d'organització.
Wenger, White i Smith, al seu llibre Digital habitats: Stewarding technology for communitys, parlen de tecnologia stewards: persones amb una comprensió suficient de la tecnologia disponible i les necessitats tecnològiques d'una comunitat per gestionar la comunitat a través del procés d'adopció de tecnologia.
Rayna i Striukova (2009) proposen que l'elecció del segment inicial del mercat té una importància crucial per creuar l'avenc, ja que l'adopció en aquest segment pot conduir a una cascada d'adopció en els altres segments. Aquest segment de mercat inicial ha de contenir, al mateix temps, una gran proporció de visionaris, ser prou petit perquè l'adopció sigui observada des de dins del segment i des d'un altre segment i estar prou connectat amb altres segments. Si aquest és el cas, l'adopció en el primer segment anirà progressivament en cascada als segments adjacents, provocant així l'adopció pel mercat de masses.
Stephen L. Parente (1995) va implementar una cadena de Màrkov per modelar el creixement econòmic en diferents països donades diferents barreres tecnològiques.
A Màrqueting de productes, Warren Schirtzinger va proposar una ampliació del cicle de vida original (el cicle de vida d'alineació del client) que descriu la configuració de cinc disciplines empresarials diferents que segueixen la seqüència d'adopció de la tecnologia.

## Exemples
Una manera de modelar l'adopció de productes és entendre que els comportaments de les persones estan influenciats pels seus companys i com d'estesa creuen que és una acció concreta. Per a moltes tecnologies que depenen del format, les persones tenen un benefici diferent de zero per adoptar la mateixa tecnologia que els seus amics o col·legues més propers. Si dos usuaris adopten el producte A, podrien obtenir un benefici a > 0; si adopten el producte B, obtenen b > 0. Però si un adopta A i l'altre adopta B, tots dos reben una recompensa de 0.
Es pot establir un llindar perquè cada usuari adopti un producte. Digues que un node v d'un gràfic té d veïns: llavors v adoptarà el producte A si una fracció p dels seus veïns és major o igual a algun llindar. Per exemple, si el llindar de v és 2/3 i només un dels seus dos veïns adopta el producte A, aleshores v no adoptarà A. Utilitzant aquest model, podem modelar determinísticament l'adopció del producte en xarxes de mostra.